# Vadim Cemîrtan
Vadim Cemîrtan (Tighina, 21 luglio 1987) è un ex calciatore moldavo, di ruolo attaccante.

## Carriera

### Club
Ha giocato nella prima divisione moldava ed in quella uzbeka.
In carriera ha anche segnato una rete in 4 presenze in AFC Champions League, ed ha giocato una partita nei turni preliminari di UEFA Europa League e 2 partite in Coppa Intertoto UEFA.

### Nazionale
Tra il 2016 ed il 2019 ha giocato complessivamente 4 partite con la nazionale moldava.

## Statistiche

### Cronologia presenze e reti in nazionale
| Cronologia completa delle presenze e delle reti in nazionale ― Moldavia | Cronologia completa delle presenze e delle reti in nazionale ― Moldavia | Cronologia completa delle presenze e delle reti in nazionale ― Moldavia | Cronologia completa delle presenze e delle reti in nazionale ― Moldavia | Cronologia completa delle presenze e delle reti in nazionale ― Moldavia | Cronologia completa delle presenze e delle reti in nazionale ― Moldavia | Cronologia completa delle presenze e delle reti in nazionale ― Moldavia | Cronologia completa delle presenze e delle reti in nazionale ― Moldavia |
| Data                                                                    | Città                                                                   | In casa                                                                 | Risultato                                                               | Ospiti                                                                  | Competizione                                                            | Reti                                                                    | Note                                                                    |
| ----------------------------------------------------------------------- | ----------------------------------------------------------------------- | ----------------------------------------------------------------------- | ----------------------------------------------------------------------- | ----------------------------------------------------------------------- | ----------------------------------------------------------------------- | ----------------------------------------------------------------------- | ----------------------------------------------------------------------- |
| 24-3-2016                                                               | Ta' Qali                                                                | Malta                                                                   | 0 – 0                                                                   | Moldavia                                                                | Amichevole                                                              | -                                                                       | 70’                                                                     |
| 28-3-2016                                                               | Ta' Qali                                                                | Andorra                                                                 | 0 – 1                                                                   | Moldavia                                                                | Amichevole                                                              | -                                                                       | 77’                                                                     |
| 7-9-2019                                                                | Reykjavík                                                               | Islanda                                                                 | 3 – 0                                                                   | Moldavia                                                                | Qual. Euro 2020                                                         | -                                                                       | 65’                                                                     |
| 10-9-2019                                                               | Chișinău                                                                | Moldavia                                                                | 0 – 4                                                                   | Turchia                                                                 | Qual. Euro 2020                                                         | -                                                                       | 68’                                                                     |
| Totale                                                                  |                                                                         | Presenze                                                                | 4                                                                       |                                                                         | Reti                                                                    | 0                                                                       |                                                                         |